# Dębsko-Ostoja
Dębsko-Ostoja est une localité polonaise de la gmina de Koźminek, située dans le powiat de Kalisz en voïvodie de Grande-Pologne.